# Alex Barclay
Eve Barclay, detto Alex (Dublino, 1974), è uno scrittore irlandese.

## Biografia
Barclay ha studiato giornalismo all'università e ha lavorato per un periodo presso la rete televisa RTÉ, nel settore bellezza. Nel 2003, ha lasciato l'industria della moda per scrivere Darkhouse.
Il suo secondo romanzo, The Caller, è stato pubblicato nel 2007 e Last Call nel 2008. Ha vinto l'Irish Crime Fiction Award per il suo terzo romanzo Blood Runs Cold aggiudicandosi anche l'Irish Book Awards nella categoria Miglior giallo

## Opere
NYPD Detective Joe Lucchesi
1. Darkhouse (2005)
2. The Caller (2007)

FBI Special Agent Ren Bryce
1. Blood Runs Cold (2008)
2. Time of Death (2010)
3. Blood Loss (2012)
4. Harm's Reach (2014)
5. Killing Ways (2015)
6. The Drowning Child (2016)

1. Curse of Kings (2013)